# Curt Wittlin
Curt Joseph Wittlin (* 13. April 1941 in Reinach; † 23. September 2019 in Tortosa) war ein Schweizer Romanist und Experte der mittelalterlichen katalanischen Sprache und Literatur.

## Leben
Wittlin studierte Iberoromanische Philologie, Französische Sprachwissenschaft und Italienische Literaturwissenschaft an der Universität Basel mit Germà Colon, und später in Paris, Florenz und Barcelona. Er promovierte 1965 mit einer Dissertation über Guillem de Copons’ katalanische Übersetzung von Brunetto Latinis Schatz. Er wurde Professor für Romanische Philologie und Historische Sprachwissenschaft an der University of Saskatchewan (in Saskatoon, Kanada), an die er 1967 gekommen war.
Er spezialisierte sich auf die Edition mittelalterlicher Übersetzungen von Texten Ciceros, Augustinus von Hippos und Johannes von Wales’ u. a. Er hat auch über Ramon Llull und über die Geschichte der mittelalterlichen katalanischen Bibliotheken gearbeitet. Ausserdem interessierte ihn der mittelalterliche katalanische Schriftsteller Francesc Eiximenis. Fast alle modernen Editionen seiner Werke sind von Curt Wittlin besorgt worden. Darüber hinaus hat Wittlin zahlreiche Studien und Artikel über Francesc Eiximenis geschrieben.
1997 wurde er Mitglied des Instituts für katalanische Studien. Von 1990 bis 1993 war er Präsident der Nordamerikanisch-katalanischen Gesellschaft. 2000 verlieh ihm die regionale katalanische Regierung den Creu-de-Sant-Jordi-Preis.

## Werke
- Lo llibre de les dones d’Eiximenis (1980) mit F. Naccarato
- Repertori d’expressions multinominals i de grups de sinònims en traduccions catalanes antigues (Preis Nicolau d’Olwer, 1989)
- La geometria secreta del tapís de Girona in Revista de Girona, 1991
- De la traducció literal a la creació literària (Serra d’Or-Preis, 1996)
- Entorn de les edicions de textos medievals in Estudis Romànics, 2004